# Vysoké Třebušice
Vysoké Třebušice jsou malá vesnice, část obce Krásný Dvůr v okrese Louny. Nachází se asi 2 km na severovýchod od Krásného Dvora. Prochází tudy železniční trať Kadaň – Vilémov u Kadaně – Kaštice/Kadaňský Rohozec a silnice II/224. V roce 2011 zde trvale žilo 35 obyvatel.
Vysoké Třebušice leží v katastrálním území Krásný Dvůr o výměře 25,21 km². Vesnicí protéká potok Leska.

## Název
Název vesnice je odvozen ze jména Třebucha ve významu ves lidí Třebuchových. V historických pramenech se jméno vesnice objevuje ve tvarech in villa Trzebssicz (1388), in Trzebussiczi (1408), in Třzebssiczich (1455), Trebusice (1474), v Třebosicích Vysokých (1477), w Trzebssiczych (1544), Vysoké Třebečice (1566), Vysoké Třebošice (1604) nebo Hohen Trebetitsch (1787).

## Historie
První písemná zmínka o vesnici pochází z roku 1388.
Vesnice se nachází na okraji malé velikoveské hnědouhelné pánve. Dolové pole Svatého Antonína severozápadně od vesnice bylo vytěženo již v polovině 19. století. Dalšími malými doly zde byly Louisa a Terezie. U vesnice bylo ve 20. století těženo ložisko bentonitu pro zemědělské účely.

## Obyvatelstvo
Při sčítání lidu v roce 1921 zde žilo 307 obyvatel (z toho 159 mužů), z nichž bylo 71 Čechoslováků, 234 Němců a dva cizinci. S výjimkou jednoho evangelíka a pěti židů se hlásili k římskokatolické církvi. Podle sčítání lidu z roku 1930 měla vesnice 257 obyvatel: 133 Čechoslováků, 123 Němců a jednoho cizince. Kromě římskokatolické většiny zde žili dva evangelíci, šest členů církve československé, jeden žid a patnáct lidí bez vyznání.
|                                                                           | 1869 | 1880 | 1890 | 1900 | 1910 | 1921 | 1930 | 1950 | 1961 | 1970 | 1980 | 1991 | 2001 | 2011 |
| ------------------------------------------------------------------------- | ---- | ---- | ---- | ---- | ---- | ---- | ---- | ---- | ---- | ---- | ---- | ---- | ---- | ---- |
| Obyvatelé                                                                 | 235  | 369  | 376  | 264  | 284  | 307  | 257  | 106  | 120  | 118  | 59   | 43   | 49   | 35   |
| Domy                                                                      | 17   | 22   | 27   | 29   | 34   | 34   | 39   | 35   | .    | 22   | 17   | 15   | 15   | 17   |
| Počet domů z roku 1961 je zahrnut v celkovém počtu domů obce Krásný Dvůr. |      |      |      |      |      |      |      |      |      |      |      |      |      |      |

## Pamětihodnosti

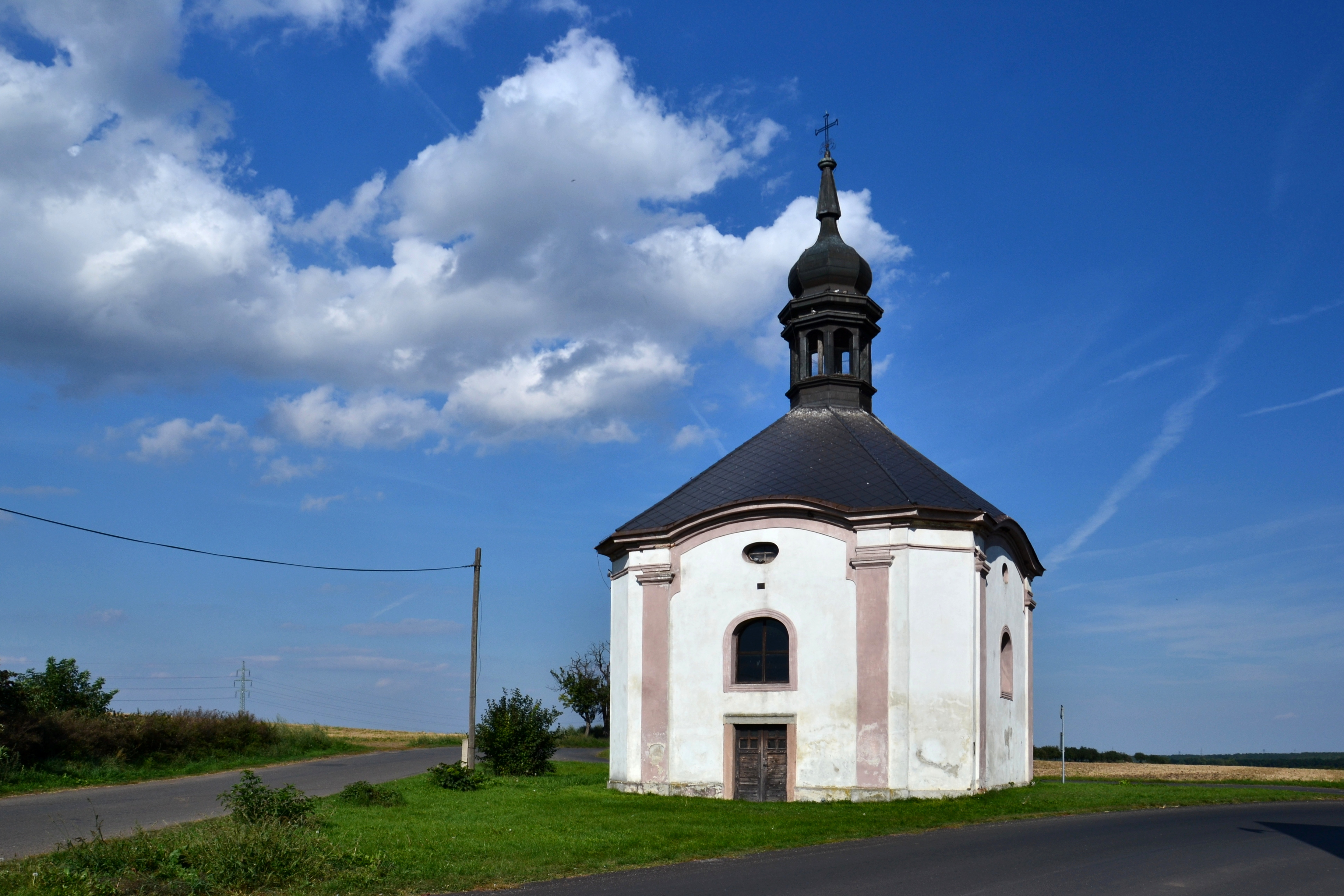
Kostel svaté Anny

- Barokní kostel svaté Anny z poloviny 18. století[10]